# 윤치호 (교육자)
윤치호(尹致浩, 1909년 6월 13일 - 1951년 1월 26일)는 일제강점기와 한국의 교육자, 개신교 선교사이자 사회사업가이다. 목포에서 보육원인 공생원(共生園)을 설립했다.

## 생애
1909년 6월 13일 전라남도 함평군 대동면 상옥리 옥동부락에서 윤영대와 권채순의 장남으로 태어났다. 그는 옥동부락에 정착한 파평윤씨 종손으로 태어났으나, 몰락하여 소작으로 생계를 유지하는 환경으로 전락했다. 어린 시절 정규 교육을 받지 못했고 1923년 14세에 아버지 윤영대가 사망하면서 소년가장이 되었다.
한 미국인 선교사의 주선으로 1924년 함평의 개척교회인 옥동예배당의 미국인 기독교 여선교사 줄리아 마틴(Jullia Martin, 한국어명 마율리)이 그를 받아들여 곧 자신의 조수로 채용하였다. 그녀의 후원으로 경성부의 피어선기념성경학원(현 평택대학교)에 입학하였다. 피어선 성경학당을 마치고 1927년 목포로 내려와 학당에서 배운 목공 일을 발판으로 나사렛 목공소라는 목공소를 차려 목수 일을 하면서 전라남도 최초의 개척교회인 양동교회에 다니며 전도사로도 활동했다.
1928년 여러명의 불우한 고아들을 데려와 양자, 양녀로 키우다가 보육원인 공생원을 설립했다. 1938년 일본 여성 타우치 치즈코(田内 千鶴子)를 만나 그녀의 청혼을 받고 그해 10월 15일 결혼하면서 그녀는 이름을 윤학자로 고쳤다. 그들은 2녀 2남을 낳았다. 윤치호는 해방 뒤에도 계속 보육원을 운영했으며, 1950년에는 6.25 전쟁이 터졌는데 1951년 1월 26일 식량 지원을 요청하러 광주의 전남도청으로 갔다가 실종되었다.
타우치 치즈코는 일제강점기 후반 일본인에게 가해지던 편견을 인내하며 남편의 사업을 도왔다. 그녀는 남편 사후에도 보육원을 운영하며 고아들을 돌보았고, 목포 고아들의 어머니라는 칭호를 받았다.

## 같이 보기
- 윤학자(田内 千鶴子,1912~1968)
- 요한 하인리히 페스탈로치(1746~1827)
- 프리드리히 프뢰벨(1782~1852)
- 개신교
- 양동교회
- 윤치호(다른 인물 尹致昊,1865~1945)
- 이난영(1916~1965)